# Peter Neufert

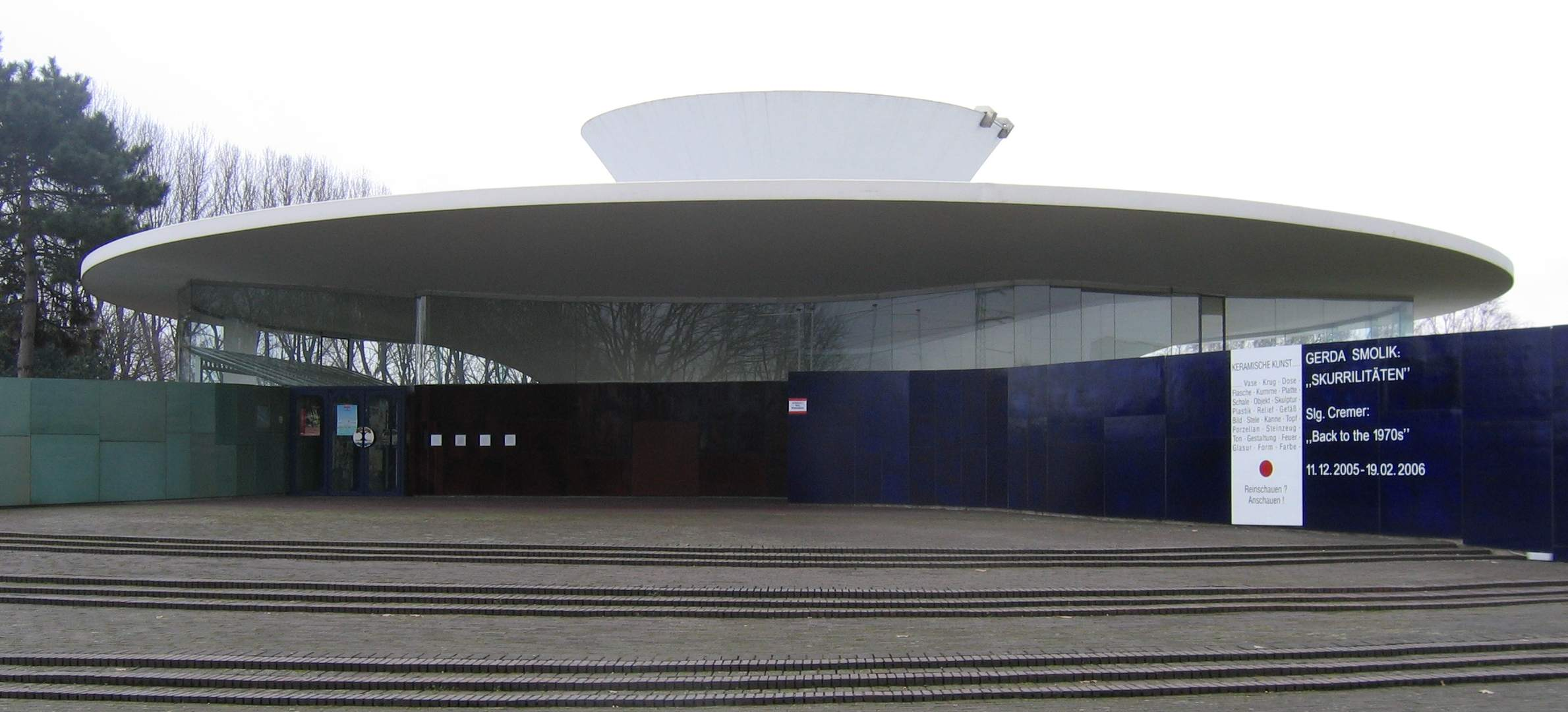
Keramion

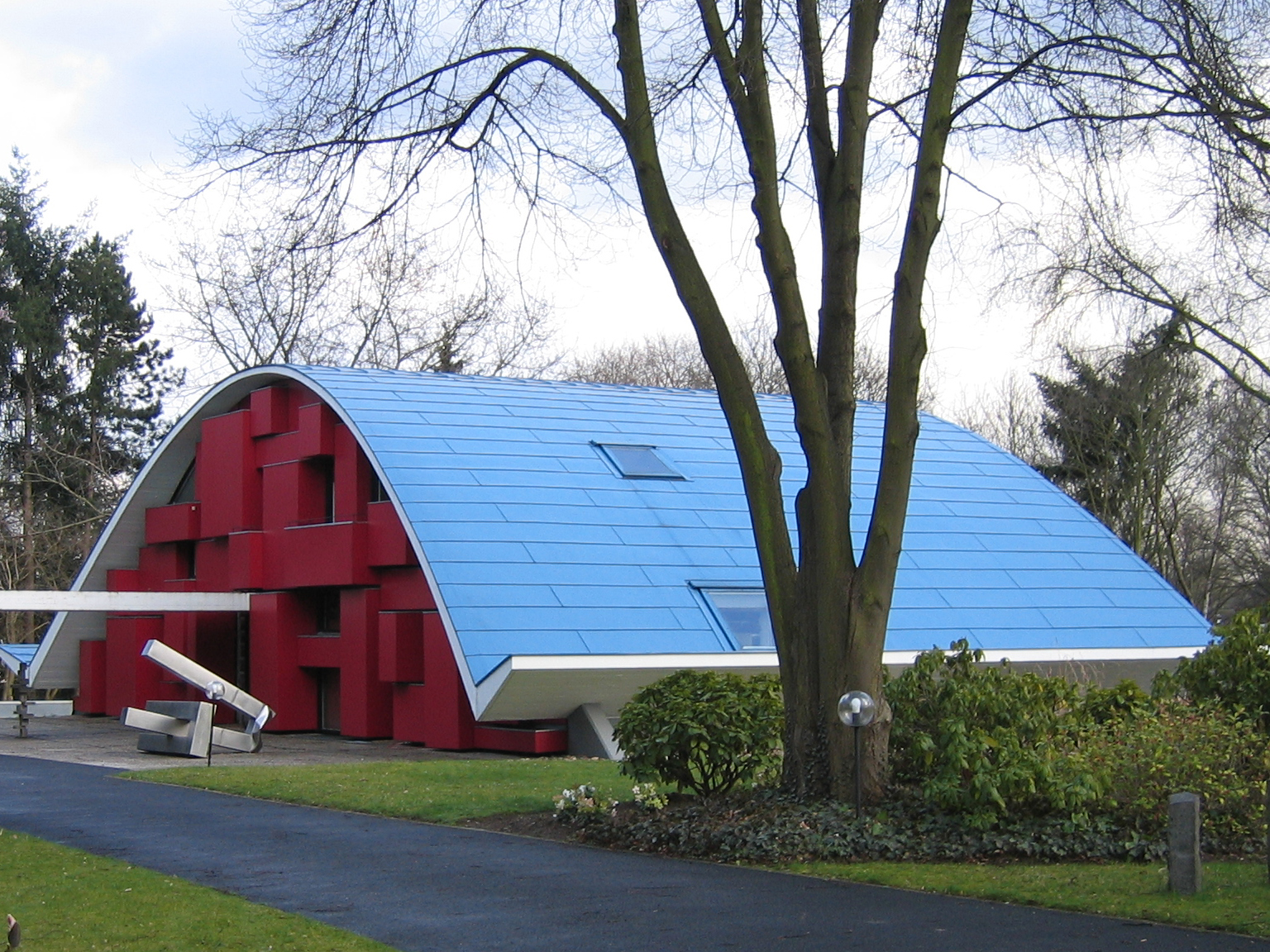
Haus X1

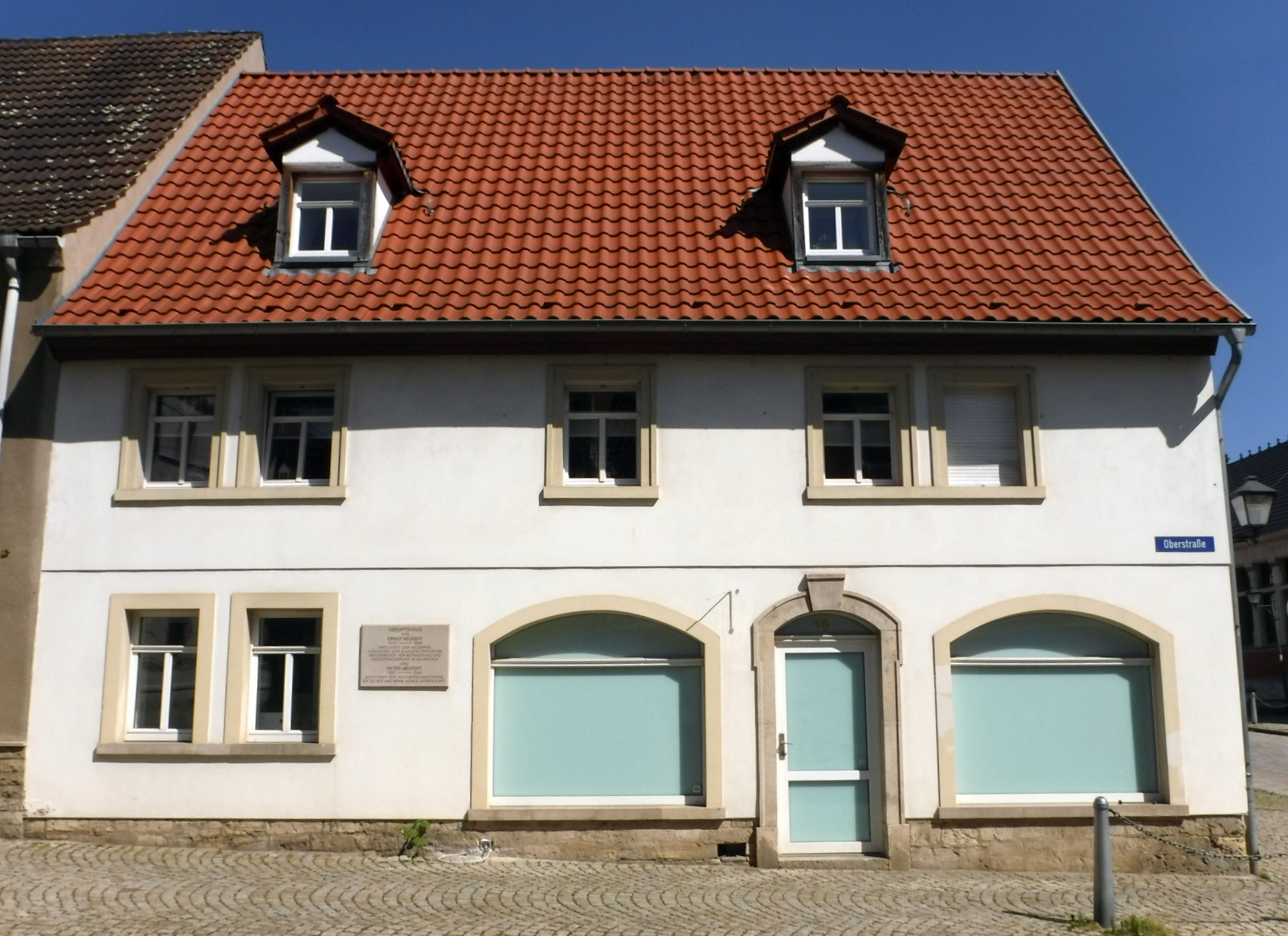
Geburtshaus Peter Neuferts in Freyburg an der Unstrut

Peter Hermann Ernst Neufert (* 11. April 1925 in Freyburg an der Unstrut; † 27. Dezember 1999 in Köln) war ein deutscher Architekt.

## Leben
Peter Hermann Ernst Neufert wurde 1925 als ältester Sohn des Bauhaus-Architekten Ernst Neufert und seiner Ehefrau Alice Spies-Neufert in Freyburg an der Unstrut geboren. Als er zehn Jahre alt war, wurde die Ehe der Eltern geschieden. Nach einem kurzen Internataufenthalt in Weiden bei Köln besuchte Peter die Rudolf-Steiner-Schule in Dresden. Nach der Schließung der Schule durch die Nationalsozialisten wechselte er 1941 auf die Dreikönigsschule in Dresden. Dort machte er 1943 Abitur. Anschließend wurde er zum Militärdienst eingezogen und machte eine Pilotenausbildung bei der Luftwaffe. Nach dem Zweiten Weltkrieg studierte er Architektur an der TH Darmstadt, wo sein Vater eine Professur innehatte. 1949 schloss er sein Studium erfolgreich ab und wurde im Architekturbüro seines Vaters in Darmstadt angestellt.
1953 gründete Peter Neufert mit seinem Vater das Architekturbüro Neufert und Neufert in Köln. Nach Auseinandersetzungen zwischen den beiden Inhabern trat Ernst Neufert 1955 aus dem gemeinsamen Büro aus. Peter Neufert führte das Büro unter dem Namen Atelier Neufert Köln weiter. 1972 wurde eine Niederlassung in Lissabon eröffnet. 1973 gründete Neufert gemeinsam mit Siegfried Richter (1928–2015) und seinem langjährigen Chefarchitekten Peter Mittmann (* 1939) die Planungs AG Neufert & Cie. Neufert übernahm den Vorstandsvorsitz der Gesellschaft. 1985 zog Peter Neufert nach Portugal. 1990 erwarb er das elterliche Haus Neufert in Gelmeroda bei Weimar und sanierte es.
Zu den bedeutendsten Werken des zunächst überwiegend im Rheinland tätigen Peter Neufert zählen die 1955–61 in Köln-Bocklemünd errichtete Firma Gebrüder Finger, die 1958 in Köln-Gremberghoven gebaute ehemalige Industriegas GmbH (beide noch dem typischen Stil der 1950er Jahre verpflichtet), das 1959–62 in Rodenkirchen-Hahnwald errichtete revolutionäre Haus X1, in dem Neufert mit seiner Familie lebte, sowie das 1971 in Frechen in Form einer Töpferscheibe erbaute Museum Keramion.

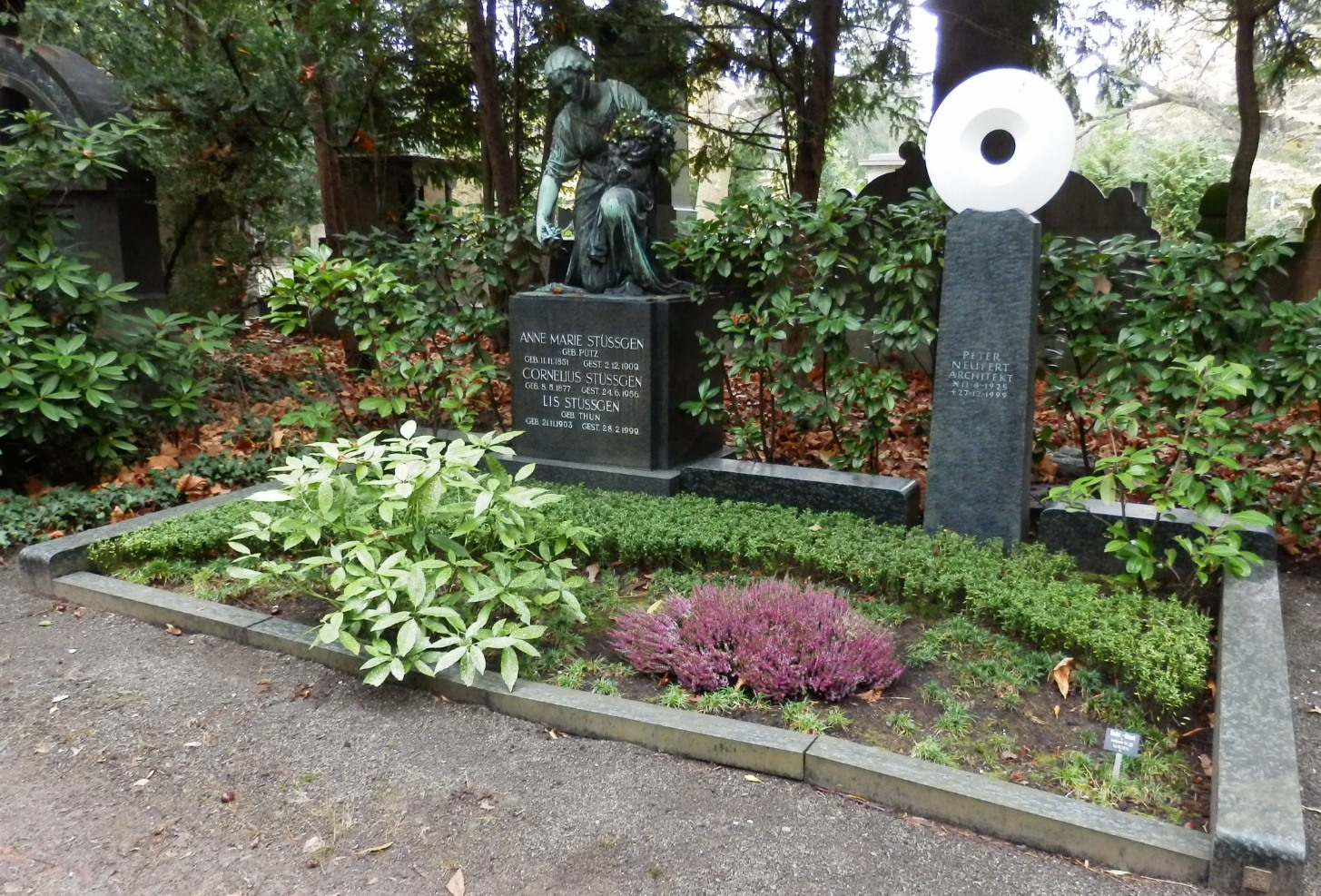
Grab von Peter Neufert und der Familie Stüssgen auf dem Melaten-Friedhof

Gemeinsam mit anderen Autoren führte Peter Neufert das von seinem Vater begründete Standardwerk Bauentwurfslehre (in Fachkreisen auch einfach Neufert genannt) fort.
Peter Neufert war seit 1950 mit der Studienkollegin Renate Stahl verheiratet, die bereits 1956 verstarb. In zweiter Ehe war er seit 1958 mit Marys Stüssgen verheiratet, einer Tochter des Handelsunternehmers Cornelius Stüssgen. Aus der Ehe gingen die Kinder Cornelius, Nicole und Ingo hervor. Peter Neufert starb nach schwerer Krankheit im Dezember 1999 in Köln. Er wurde in einem Einzelgrab neben dem Familiengrab seines Schwiegervaters auf dem Kölner Friedhof Melaten (Flur 60) beigesetzt.

## Werke
- Ernst Neufert: Bauentwurfslehre. Handbuch für den Baufachmann, Bauherren, Lehrenden und Lernenden. Friedr. Vieweg & Sohn Verlag/GWV Fachverlage GmbH, Wiesbaden 2005, ISBN 3-528-99651-X.
- Peter Neufert, Ludwig Neff: Gekonnt planen – richtig bauen: Haus – Wohnung – Garten. Vieweg, Wiesbaden 2003, ISBN 978-3-528-28109-0.

## Bauwerke (Auswahl)
- 1952: Bürohaus Cremer in Köln.

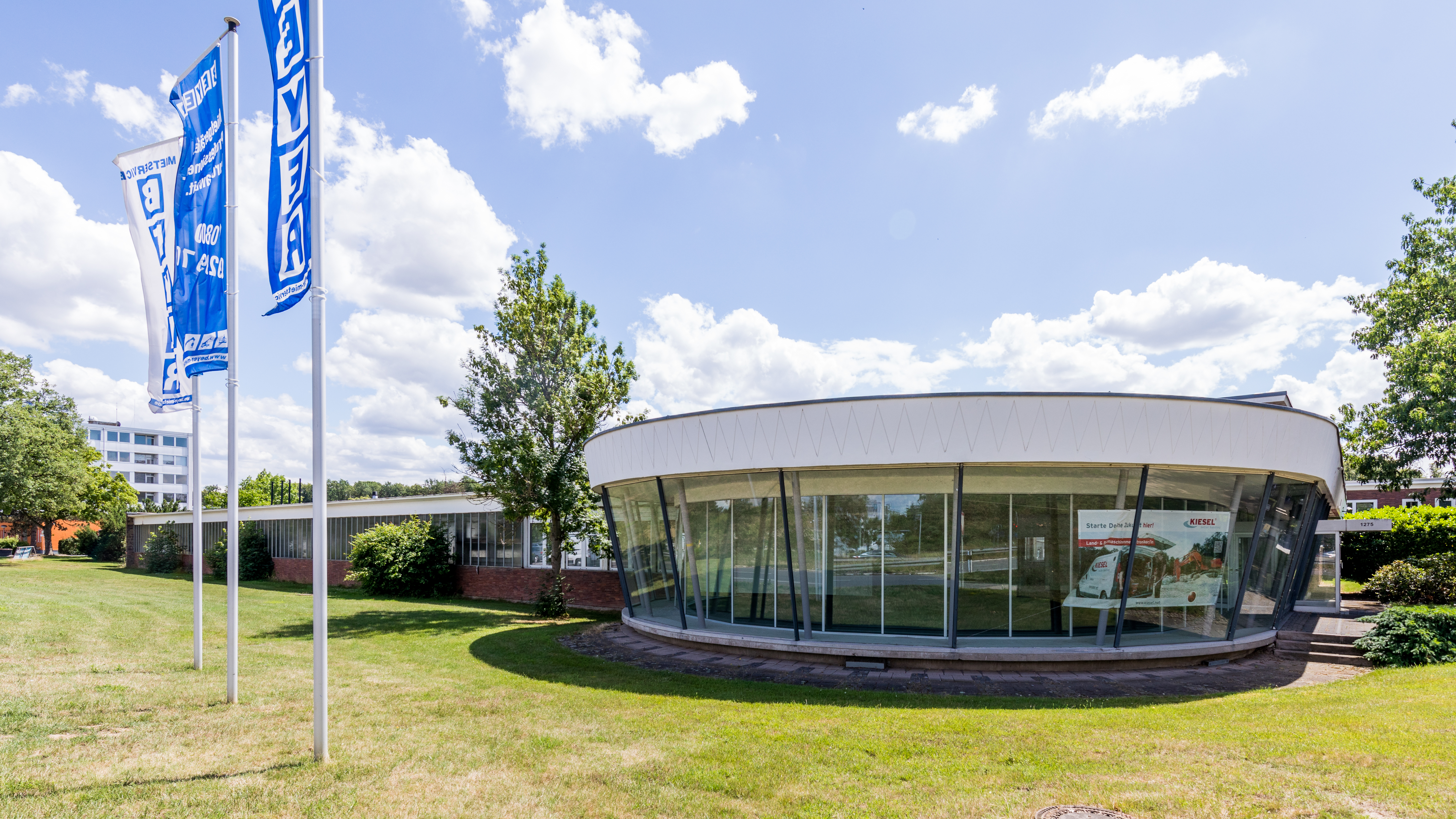
Geschäfts- u. Gewerbeanlage mit Wohnungen, Venloer Straße 1275, Köln-Bocklemünd

- 1954: Hofapotheke, Wallrafplatz in Köln.
- 1955–1956: Haus des Deutschen Zementverbandes in Düsseldorf.
- 1955–1960/61: Geschäfts- und Gewerbeanlage mit Wohnhaus, Venloer Str. 1275, Köln-Bocklemünd[1]
- 1956: PX Spangdahlem in Spangdahlem, Rheinland-Pfalz.
- 1956–1973: Leybold-Fabrik in Köln, Bonner Straße 498–504.
- 1956–1957: Sitz des Bundesverbandes der Deutschen Ziegelindustrie in Bonn, Schaumburg-Lippe-Straße 4.
- 1957: Wohnhaus Sachsenturm in Köln.
- 1957: Degussa-Werke in Köln-Poll, Vingsterstraße 140.
- 1958: Wohnhaus Cremer in Köln.
- 1959–1962: Haus X1 in Köln-Hahnwald.
- 1959–1961: Erweiterung und Neubau Zentrallager Stüssgen in Köln.
- 1959: Wohnhaus Breuer in Köln.
- 1961: Erweiterung Zementverband HHS in Düsseldorf.
- 1961–1962: Bosch-Dienst Strenger in Köln-Marsdorf.
- 1963: Wohn- und Geschäftshaus Neufert in Köln, Weyerstraße.
- 1964: Casa Sylvia in Sintra, Portugal.
- 1965: Bürogebäude Bauwens in Köln, Universitätsstraße.
- 1966: Kaufhaus Wormland in Köln, Hohe Straße 124–126.
- 1968–1970: Wohnhaus Wormland in München.
- 1969: Büro-Verwaltungsgebäude Gedelfi in Köln, Aachener Straße.
- 1970: Botschaft des Königreichs Belgien (Bonn).
- 1970–1971: Keramion in Frechen.
- 1972: Herkules-Hochhaus in Köln, Graeffstraße 1–5.
- 1972–1973: Hochhaus in Köln, Konrad-Adenauer-Ufer.
- 1975: Verwaltungsgebäude Hamburg-Mannheimer in Köln, Venloer Straße 43–53.
- 1975–1976: Bundesinnenministerium Casino in Bonn.
- 1980: Geschäftshaus Kämpgen in Köln, Schildergasse 120.
- 1981: Quinta do Miradouro, Portugal.
- 1983–1984: Japan External Trade Organization in Düsseldorf.
- 1986: Gewerbepark in Köln-Rodenkirchen.
- 1990: Hotel Baragem und Restaurant A Panela in Montargil, Portugal.